# Potamotrygon scobina
Potamotrygon scobina é uma espécie de peixe da família Potamotrygonidae.
É endémica do Brasil.
Os seus habitats naturais são: rios.
Está ameaçada por perda de habitat.